# Friedrich Kauffmann
Pour les articles homonymes, voir Kaufmann.
Friedrich Kauffmann (né le 10 octobre 1811 à Esslingen am Neckar et décédé le 22 juillet 1874 à Denkendorf) est un fondateur d'entreprise allemand et l'un des premiers fabricants de moutarde dans le États allemands.
En 1834, Friedrich Kauffmann fonda une fabrique de moutarde et de liqueurs à Esslingen am Neckar, qui déménagea en 1838 dans les bâtiments de l'ancienne abbaye de Denkendorf. La production de liqueurs a ensuite été abandonnée et le reste de la gamme s'est élargi. La marque Kauffmann Klostersenf porte le nom du siège de l'entreprise à Denkendorf. Friedrich Kauffmann a été le premier employeur de Denkendorf à fournir des emplois permanents et sûrs en dehors de l'agriculture et à tenter de relier la ville au réseau ferroviaire. Dès 1841, Kauffmann avait initié le système club de la place avec la fondation du Liederkranz.

## Entreprise

### Emplacements
L'entreprise est restée sur le site de Denkendorf jusqu'en 1905. Le petit-fils de Kauffmann, l'écrivain Fritz Alexander Kauffmann, décrit dans son roman Leonhard les tentatives de modernisation de la région, qui, cependant, en raison de l'absence d'un connexion ferroviaire, n'étaient pas durables à long terme que l'usine de moutarde devait utiliser. En 1905, ils s'installent sur le site d'une ancienne cimenterie à Ebersbach an der Fils. En 1976, l'entreprise a été partiellement transférée à Schlierbach.

### Développement
L'usine de Friedrich Kauffmann a d'abord prospéré ; En 1871, elle comptait 24 employés et un chiffre d'affaires annuel de 95 000 florins. Après la mort de Friedrich Kauffmann, il a d'abord été repris par sa veuve Barbara, et à partir de 1890 par son fils Carl. Plus tard, vers 1920, il passa aux mains des petits-enfants Wilhelm et Rolf. En 1927, Rolf Kauffmann a créé une usine de marinades de concombres. L'entreprise a été l'une des premières à produire des concombres pasteurisés. 
À partir de 1972, les arrière-petits-enfants de Friedrich Kauffmann, Martin et Eckart, dirigent l'entreprise. En 1984, le 150e anniversaire de l'entreprise a été célébré. A cette époque, environ 160 personnes étaient employées chez Kauffmann. La gamme de produits comprenait environ 40 articles qui ont été vendus dans le monde entier. Le chiffre d'affaires annuel était alors de 31 millions de DM La construction d'un nouveau hall de production à Schlierbach en 1999 était manifestement un trop grand défi financier ; en 2000, Kauffmann a dû déposer son bilan. Aujourd'hui, Kauffmann est poursuivie en tant que marque par Carl Kühne KG.

## Produits
En 1901, les cornichons ont été produits pour la première fois, en 1911 la production de liqueur a été abandonnée et à la place le miel artificiel a été inclus dans la gamme, qui a formé un segment de marché important jusqu'aux années 1950. La marque Kressi est également incluse dans le groupe.